# Jogos Sul-Asiáticos de 2010
Os Jogos Sul-Asiáticos de 2010 foram a décima primeira edição do evento multiesportivo, realizado em Daca, Bangladesh.

## Países participantes
8 países participaram do evento:
- Afeganistão
- Bangladesh
- Butão
- Índia
- Maldivas
- Nepal
- Paquistão
- Sri Lanka

## Esportes
23 modalidades formaram o programa dos Jogos:
| - Atletismo - Basquetebol - Badminton - Boxe - Caratê - Ciclismo - Críquete - Futebol - Golfe - Handebol - Hóquei - Judô | - Kabaddi - Levantamento de peso - Lutas - Natação - Squash - Taekwondo - Tênis de mesa - Tiro - Tiro com arco - Voleibol - Wushu |

## Quadro de medalhas
País sede destacado.
| Ordem | País        | Medalha de ouro | Medalha de prata | Medalha de bronze |     |
| ----- | ----------- | --------------- | ---------------- | ----------------- | --- |
| 1     | Índia       | 90              | 55               | 29                | 174 |
| 2     | Paquistão   | 19              | 25               | 36                | 80  |
| 3     | Bangladesh  | 18              | 23               | 56                | 97  |
| 4     | Sri Lanka   | 16              | 35               | 54                | 105 |
| 5     | Nepal       | 8               | 9                | 19                | 36  |
| 6     | Afeganistão | 7               | 9                | 16                | 32  |
| 7     | Butão       |                 | 2                | 3                 | 5   |
| 8     | Maldivas    |                 |                  | 2                 | 2   |
| TOTAL | TOTAL       | 158             | 158              | 215               | 531 |